# Lias (geologia)
| okres / system                         | epoka / oddział   | wiek / piętro | Wiek (mln lat) |
| -------------------------------------- | ----------------- | ------------- | -------------- |
| kreda                                  | wczesna           | berrias       | młodsze        |
| jura                                   | górna (malm)      | tyton         | 145,0–152,1    |
| jura                                   | górna (malm)      | kimeryd       | 152,1–157,3    |
| jura                                   | górna (malm)      | oksford       | 157,3–163,5    |
| jura                                   | środkowa (dogger) | kelowej       | 163,5–166,1    |
| jura                                   | środkowa (dogger) | baton         | 166,1–168,3    |
| jura                                   | środkowa (dogger) | bajos         | 168,3–170,3    |
| jura                                   | środkowa (dogger) | aalen         | 170,3–174,1    |
| jura                                   | wczesna (lias)    | toark         | 174,1–182,7    |
| jura                                   | wczesna (lias)    | pliensbach    | 182,7–190,8    |
| jura                                   | wczesna (lias)    | synemur       | 190,8–199,3    |
| jura                                   | wczesna (lias)    | hettang       | 199,3–201,3    |
| trias                                  | późny             | retyk         | starsze        |
| Podział jury według ICS, sierpień 2012 |                   |               |                |

Lias (jura czarna) – nieformalne określenie całej jury dolnej, czasem jury dolnej i osadów młodszego piętra aalen. W niektórych starszych publikacjach geologicznych był traktowany jako oddział systemu jurajskiego. We współczesnych (z XXI w.) tabelach stratygraficznych nie jest stosowany. 
Pod koniec XVIII w. i na początku XIX w. termin lias stosowano lokalnie, w Anglii, na określenie dolnojurajskich wapieni płytowych lub serii łupkowo-wapiennej zalegającej między skałami triasu a niebieskimi iłami. W latach 40. XIX w. Alcide d’Orbigny zaproponował ten termin na określenie występujących w Europie skał, zaliczanych dziś do pliensbachu. Później, w tym w latach 60. XX w. był on odnoszony do całej jury dolnej. Synonimicznie do liasu używano terminu „jura czarna”, ze względu na taką właśnie barwę iłowców, które były głównym typem skalnym wśród morskich utworów najniższej jury, niektórzy inni autorzy oprócz tego włączali do liasu także młodsze utwory aalenu. We współczesnych (z XXI w.) tabelach stratygraficznych nie jest stosowany, a najniższy oddział jury nosi nazwę jury dolnej. 